# Camilla von Hollay

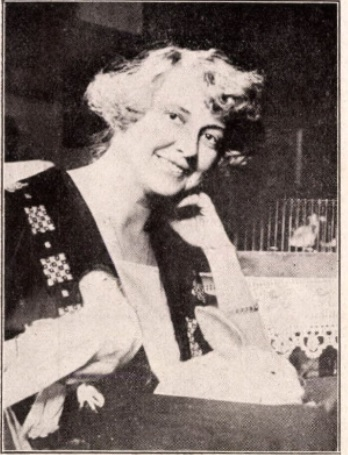
Kamilla Hollay (1929)

Camilla von Hollay (* 7. November 1899 als Kamilla Hollay in Budapest; † 9. Februar 1967 in Budapest) war eine ungarische Schauspielerin.

## Leben
Die Tochter des Industriellen Béla Hollay studierte gegen den Willen ihrer Eltern nach ihrem Schulabschluss 1915 nicht Medizin, sondern besuchte die Schauspielschule von Szidi Rákosi. Sie spielte dann zwei Jahre am Vígszínház in Budapest und anderen Bühnen in Stücken wie Az ördög (Der Teufel) und Liliom von Ferenc Molnár oder Pygmalion.
Ihre erste Rolle in einem ungarischen Stummfilm erhielt sie 1913, ab 1916 war sie häufiger auf der Leinwand zu sehen. 1922 kam sie nach Deutschland, um die Hauptrolle in dem Film Das Feuerschiff zu übernehmen. Erst von jetzt ab erschien sie unter dem Namen „Camilla von Hollay“. Sie wirkte während der 1920er Jahre in mehreren deutschen Filmen mit, doch schon vor Beginn des Tonfilmzeitalters wurden ihre Aufgaben immer unbedeutender.
1924 heiratete sie in Berlin den ungarischen Journalisten und Autoren Jenő Szatmári. Nach einigen Jahren in Berlin kehrten sie und ihr Mann in den 1930er Jahren nach Budapest zurück und sie beendete ihre aktive Zeit als Schauspielerin.

## Filmografie
- 1916: János vitéz
- 1917: Mire megvénülünk
- 1917: Az elítélt
- 1917: Tatárjárás
- 1917: Siófoki történet
- 1917: Dorian Gray (Az élet király)
- 1918: A Régiséggyüjtö
- 1918: A Tüz
- 1918: A csábító
- 1918: Aphrodite
- 1918: Casanova
- 1919: A leányasszony
- 1919: A végrendelet
- 1919: Midas király
- 1919: Halcyone
- 1919: Isten hozzád, szerelem!
- 1919: Ki a gyöztes?
- 1919: Éva
- 1919: Kártyavár
- 1920: A becstelen
- 1920: Ámor
- 1920: Újjászületés
- 1920: A halál után
- 1921: Diána
- 1921: A falusi kislány Pesten
- 1921: Szép Ilonka
- 1921: Egy az eggyel
- 1921: Lilike kalandjai
- 1921: A Balaton leánya
- 1922: A gyerekasszony
- 1922: A szürkeruhás hölgy
- 1922: Das Feuerschiff
- 1923: Die brennende Kugel
- 1924: Ein Traum vom Glück
- 1924: Der gestohlene Professor
- 1925: Leidenschaft
- 1926: Die Wiskottens
- 1926: Die elf Schill’schen Offiziere
- 1926: Herbstmanöver
- 1926: Überflüssige Menschen
- 1926: Die Königin des Weltbades
- 1926: Madame wünscht keine Kinder
- 1926: Die sieben Töchter der Frau Gyurkovics
- 1927: Erinnerungen einer Nonne
- 1927: Potsdam, das Schicksal einer Residenz
- 1927: Einbruch
- 1927: Die Weber
- 1927: Das Mädchen von der Heilsarmee
- 1927: Gehetzte Frauen
- 1927: Am Rande der Welt
- 1927: Der fröhliche Weinberg
- 1927: Der Fahnenträger von Sedan
- 1928: Die Pflicht zu schweigen
- 1928: Der Biberpelz
- 1928: Wenn die Mutter und die Tochter...
- 1928: Die Rothausgasse
- 1928: Rasputins Liebesabenteuer
- 1928: Die Heilige und ihr Narr
- 1928: Der Raub der Sabinerinnen
- 1928: Unmoral
- 1928: Anastasia, die falsche Zarentochter
- 1929: Waterloo
- 1929: Die seltsame Vergangenheit der Thea Carter
- 1930: Liebe und Champagner
- 1930: Die zärtlichen Verwandten
- 1930: Die Csikosbaroneß
- 1930: Zapfenstreich am Rhein
- 1930: Tingel-Tangel